# Angry Grandpa
Чарлз Марвін Грін — молодший (англ. Charles Marvin Green, Jr.; 16 жовтня 1950, Чарлстон, США — 10 грудня 2017, Саммервілл, США), більш знаний як Angry Grandpa (укр. Злий Дідусь), або AGP — американськаий інфлуенсер, який здобув популярність завдяки відео на YouTube. Відео з його участю показали на телеканалі HLN у програмі Доктор Дрю та на MTV у програмі «Pranked».

## Біографія
Народився в околицях Шервудського лісу у Чарлстоні, штат Південна Кароліна. Батько Чарлз Марвін Грін-старший (1925—1987) був ветераном Другої світової війни. Мати — Дороті Мейерс Грін (1926—1999). У самого Гріна англійські, ірландські, шотландські та ще далі корнські і валлійські корені. Коли йому було 9 років, батько потрапив в автокатастрофу, після якої був паралізований. Родина гостро потребувала грошей. У Чарлза Гріна була сестра Шерлі Гордон (1947—2012), яка була запеклою курчинею і померла від емфінземи у 2012 році. Перш ніж почати кар'єру в інтернеті, Злий Дідусь працював пожежником у Пожежному Департаменті Норт-Чарлстона, був власником малого бізнесу та управителем квартирного будинку. Також Грін заробляв продажем товару зі своєю символікою, зокрема футболки з крилатими фразами зі своїх відео, а також автомобільні наклейки та світлини зі своїм автографом.
У лютому 2017 року у Чарлза Гріна виявили рак шкіри, перші ознаки якого з'явились ще у 2014 році. Крім того, у нього було виявлено хронічне обструктивне захворювання легень, викликане тривалим палінням (Грін з дитинства був завзятим курцем). Після успішно проведеної операції Грін намагався уникати розмов на своєму каналі про своє здоров'я. У липні цього ж року у Гріна в лікарні було виявлено цироз печінки.
Помер у своєму будинку 10 грудня 2017 року від отруєння аміаком викликаного цирозом печінки. Відспівування Гріна відбулось 13 грудня. Згідно із заповітом тіло було піддано кремації, а прах розділений на чотири частини. Одна з капсул була доставлена у Париж (14 грудня), друга до Риму (14 грудня), третя до Осаки (15 грудня), а четверта буде похована у Піттсбурзі 17 грудня.

## The Angry Grandpa Show
У своїх відео Чарлз Грін, як правило, реагує (нерідко досить роздратовано) на розіграші (пранки), які влаштовує для нього молодший син Майкл Грін (відомий під прізвиськом Pickleboy), який працює вебмайстром та графічним дизайнером. При цьому Майклу часто допомагає його подружка Бріджит Вест, хоча іноді вона стає на бік Дідуся. Як правило пранки закінчуються однаково: розлючений Чарлз починає трощити різні речі (частіше за всього побутову техніку або меблі). У статті міської газети Charleston City Paper 2013 Чарлз Грін повідомив що зламав чимало дорогих речей, зокрема портативних комп'ютерів, плазмових телевізорів, мобільних телефонів тощо. На додачу, Злий Дідусь хворів на метеоризм, через що на відео нерідко можна спостерігати його «фірмовий пердіж», що не подобається навколишнім. Найбільше переглядів набрало відео на якому Дідусь під час сварки з Майклом розбиває його PlayStation 4 за допомогою гайкового ключа. Відео стало вірусним і набрало понад 38 млн переглядів. Серед відео з найбільшою кількістю переглядів є відео в якому знята його реакція на судовий процес над Кейлі Ентоні, відео в якому він трощить свою кухню у пошуках цукерки, а також відео в якому він коментує Джастіна Бібера. Деякі з цих відео були показані на телеканалі HLN у передачі «Доктор Дрю». Грін також з'являвся у проєкті Пола Хеймана «Heyman Hustle», де Хейман заявив що він є фанатом Дідуся. Реакція Дідуся на сингл Ребекки Блек «Friday» також отримала статус вірусного відеоролика та 2011 року британська газета «Гардіан» включила його у Чарт вірусного відео.
Крім «TheAngryGrandpaShow» Чарлз Грін мав окремий канал «GrandpasCorner» де вів звичайний відеоблог, при цьому далеко не завжди поводячись як Злий Дідусь. На цьому каналі Грін розповідав про своє життя, а також вів щотижневу рубрику «Mailbag Monday», у якій читав листи та розгортав подарунки від своїх фанів.